# Антананаривская и Северомадагаскарская митрополия
Антананари́вская и Северо-Мадагаска́рская митропо́лия — епархия Александрийской Православной Церкви с кафедрой в городе Антананариву, Мадагаскар.

## История
По учреждении Митрополии Йоханнесбурга и всей Южной Африки в 1928 году территория Мадагаскара вошла в её состав. С 1968 года входила в состав Родезийской (с 1981 года — Зимбабвийской) митрополии.
В июле 1994 года, по благословению митрополита Зимбабвийского Хризостома (Пападопулоса), архимандрит Нектарий (Келлис) основал Православную Миссию на Мадагаскаре.
23 сентября 1997 года патриаршим и синодальным указом Александрийской Православной Церкви была учреждена Мадагаскарская епископия с кафедрой в Антананариву, будучи выделена из Зимбабвийской митрополии. В юрисдикцию епархии вошли Мадагаскар, Маврикий, Реюньон, Коморские острова и Майотта. Архимандрит Нектарий стал первым епископом Мадагаскарским. Благодаря его трудам на острове были основаны десятки общин, два монастыря, семинария, две больницы и ряд школ.
По данным Александрийской православной церкви в 2011 году в епархии насчитывалось 80 приходов, 30 местных священников, 5 миссионерских центров, 3 духовных центра, одна двухгодичная семинария; 15 школ, 1 греческая школа, 3 технических школы; две больницы.
21 ноября 2012 года епархия была возведена в ранг митрополии.
26 ноября 2018 года из состава епархии была выделена Тулиарская и Южно-Мадагаскарская епископия.
9 октября 2019 года епархия была переименована по кафедральному городу в Антананаривскую и Северо-Мадагаскарскую.

## Титул
- Мадагаскарская епископия (23 сентября 1997 — 21 ноября 2012)
- Мадагаскарская митрополия (21 ноября 2012 — 9 октября 2019)
- Антананаривская и Северо-Мадагаскарская митрополия (с 9 октября 2019)

## Архиереи
- Нектарий (Келлис) (23 ноября 1997 — 11 сентября 2004)
- Игнатий (Сеннис) (с 14 ноября 2004)